# Prima Giunta

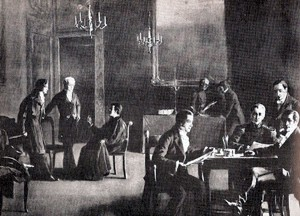
La Prima Giunta.

Si conosce con il nome comune di Prima Giunta (in spagnolo Primera Junta) l'organo collegiale di governo che si instaurò a Buenos Aires il 25 maggio 1810 a seguito della destituzione del viceré Baltasar Hidalgo de Cisneros durante gli eventi della rivoluzione di maggio. Il nome ufficiale adottato dagli esponenti del comitato governativo fu quello di Junta Provisional Gubernativa de las Provincias del Río de la Plata a nombre del Señor Don Fernando VII (in italiano: "Giunta provvisoria di governo delle Province del Río de la Plata a nome del signor don Ferdinando VII"), esplicativo dell'ambiguità adottata inizialmente dalle nuove autorità nei riguardi del riconoscimento d'appartenenza alla corona spagnola.
La sede del governo fu stabilita nel forte di Buenos Aires, dal 1776 residenza dei viceré, ubicato nel luogo in cui sarebbe stata costruita in futuro la Casa Rosada. La Prima Giunta rimase in carica fino al 18 dicembre 1810 quando, a seguito dell'integrazione dei rappresentanti delle province interne, fu sostituita dalla Giunta Grande (Junta Grande).
I principi a cui si ispirò l'organismo furono quelli proclamati dalla rivoluzione di maggio: il principio di sovranità popolare, i principi di rappresentanza politica e federalismo, la separazione dei poteri, la durata dei mandati e la pubblicità degli atti di governo.

## Instaurazione
Uscita dagli avvenimenti della rivoluzione di maggio, la Prima Giunta si preoccupò all'inizio di non rappresentare una completa rottura nei confronti dell'autorità del sovrano Ferdinando VII; alla base della sua formazione dimorava il concetto, espresso nell'assemblea del 22 maggio da Juan José Castelli, del ritorno al popolo della sovranità nel caso questa fosse impedita. Trovandosi in quel particolare momento il monarca spagnolo prigioniero dei francesi, fu in tal modo rifiutata l'autorità del viceré Cisneros, rappresentante del re.

L'assemblea (cabildo abierto) che si riunì a Buenos Aires il 22 maggio 1810, a seguito della caduta del Consiglio di reggenza di Siviglia, votò la destituzione del viceré; il potere fu assunto dal cabildo, che nominò una giunta provvisoria di stampo conservatore. La reazione da parte delle milizie cittadine, guidate da Cornelio Saavedra, e dei sostenitori di Castelli costrinse però l'assemblea a varare, il 25 maggio, una nuova giunta così composta:
Presidente
- Cornelio Saavedra

Segretari
- Mariano Moreno
- Juan José Paso

Membri votanti (vocales)
- Manuel Alberti
- Miguel de Azcuénaga
- Manuel Belgrano
- Juan José Castelli
- Juan Larrea
- Domingo Matheu

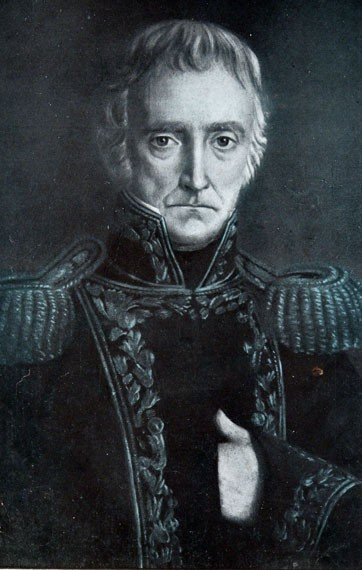
Il presidente della Prima Giunta, Cornelio Saavedra.

Il ruolo predominante fu dato a Saavedra, in qualità di comandante del Reggimento di Patrizi (Regimiento de Patricios). Subito però nel suo seno si fece palese il contrasto fra l'ala che faceva riferimento a Saavedra, più conservatrice, e quella più radicale, guidata da Moreno.

## Azione di governo
Una delle prime misure prese dal nuovo organismo di governo fu quella di farsi giurare fedeltà dagli organismi coloniali e dai funzionari di stato, trovando qualche resistenza da parte della Real Audiencia e del Cabildo. Il 27 maggio, il governo emise una circolare con la quale si informavano le autorità di tutti i territori del vicereame degli avvenimenti, e si invitava ogni città ad eleggere un proprio rappresentante; allo stesso tempo, la giunta dispose subito l'invio di una forza militare per imporre loro il riconoscimento della rivoluzione.
Il 28 maggio, la giunta divise i compiti di governo tra i due segretari: a Juan José Paso furono affidate le Finanze, mentre Mariano Moreno si assunse la responsabilità delle questioni di guerra; lo stesso giorno, fu concesso ad ogni cittadino di rivolgersi ai membri della giunta per far conoscere le proprie preoccupazioni in merito alla sicurezza dello Stato.
In generale la giunta fu depositaria della suprema autorità, con il potere di nominare e destituire i propri membri e di porre censure con lo scopo di salvaguardare la tranquillità pubblica e la sicurezza individuale dei cittadini. In essa, tuttavia, era presente il principio della separazione dei poteri: pur esercitando il potere legislativo e quello esecutivo, la giunta lasciò il potere giudiziario alla Real Audiencia. Il nuovo organismo di governo, inoltre, obbligò sé stesso a rendere pubblici gli atti di governo.

## Durata e trasformazione della giunta

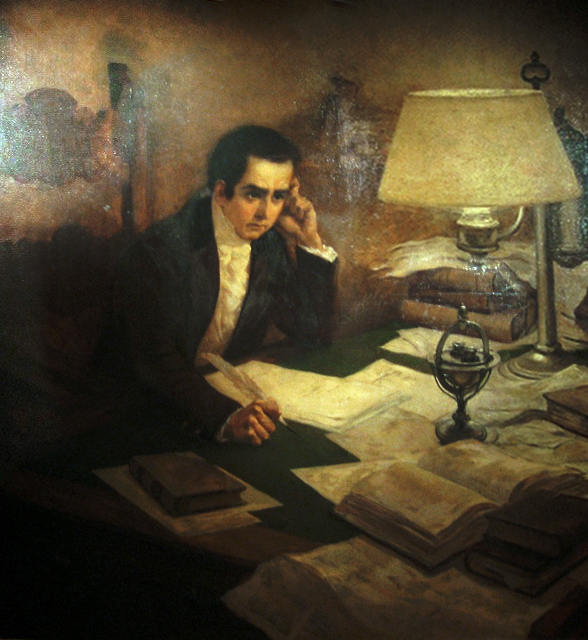
Mariano Moreno.

Il primo grande pericolo per la giunta venne dalla città di Córdoba, dove il cabildo le si era pronunciato contro e aveva designato come proprio capo militare l'ex viceré Santiago de Liniers; a seguito della disobbedienza dell'uomo inviato da Buenos Aires, Francisco Ortiz de Ocampo, che si rifiutò di giustiziare gli insorti, su impulso di Moreno la giunta incaricò il proprio membro, Juan José Castelli, di eseguire risolutamente gli ordini.
Il 31 agosto 1810, il governo approvò un piano d'operazioni che sanciva la lotta con ogni mezzo contro i sostenitori dell'assolutismo reale; sul piano internazionale, la giunta si propose di allacciare alleanze con tutti gli insorti dell'America ispanica e di intavolare buone relazioni con la Gran Bretagna.
Con il passare del tempo aumentarono i contrasti tra i moderati di Saavedra e i radicali di Moreno, che accusavano i primi di volere arrestare la rivoluzione per trarne profitto personale; gli eccessivi onori tributati al presidente della giunta in un ballo organizzato dal Reggimento di Patrizi provocò la reazione degli oppositori, che riuscirono a fare approvare una serie di misure che stabilivano la parità tra i membri dell'esecutivo, ai quali fu fatto divieto di ricevere onorificenze.
All'arrivo dei deputati eletti nelle città dell'interno, Saavedra li invitò a far parte del governo, con lo scopo di aumentare il suo controllo sulla giunta, mentre Moreno si oppose, considerandola una misura per rinviare la convocazione di un congresso. Il 18 dicembre 1810, la giunta e i deputati dell'interno votarono a favore dell'immediata integrazione nel governo; solo Mariano Moreno e Juan José Paso si pronunciarono contro. La Prima Giunta si trasformò così in Giunta Grande.